# ترافيس دانيلز
ترافيس دانيلز (بالإنجليزية: Travis Daniels)‏ هو لاعب كرة قدم أمريكية أمريكي، ولد في 8 سبتمبر 1982 في هوليوود في الولايات المتحدة.

## وصلات خارجية
- ترافيس دانيلز على موقع مرجع كرة القدم المحترفة.كوم (الإنجليزية)